# Polipsy
Polipsy (německy Polipes) je vesnice, část obce Čestín v okrese Kutná Hora. Nachází se asi čtyři kilometry jihozápadně od Čestína. Polipsy je také název katastrálního území o rozloze 7,85 km².

## Historie
První písemná zmínka o vesnici pochází z roku 1295.

## Pamětihodnosti
Kostel Všech svatých v Polipsech pochází pravděpodobně ze 14. století (první zmínka je z roku 1355). Během 18. a 19. století čtyřikrát vyhořel (1725, 1763, 1787 a 1874) a při požáru roku 1725 se zřítila věž. Po posledním ohni v roce 1874 byl na náklady tehdejšího majitele kácovského panství, excísaře Ferdinanda I obnoven v prostých formách. Zachoval se jižní gotický portál. V současnosti bez pravidelného využití, obklopuje ho funkční hřbitov.

## Fotogalerie

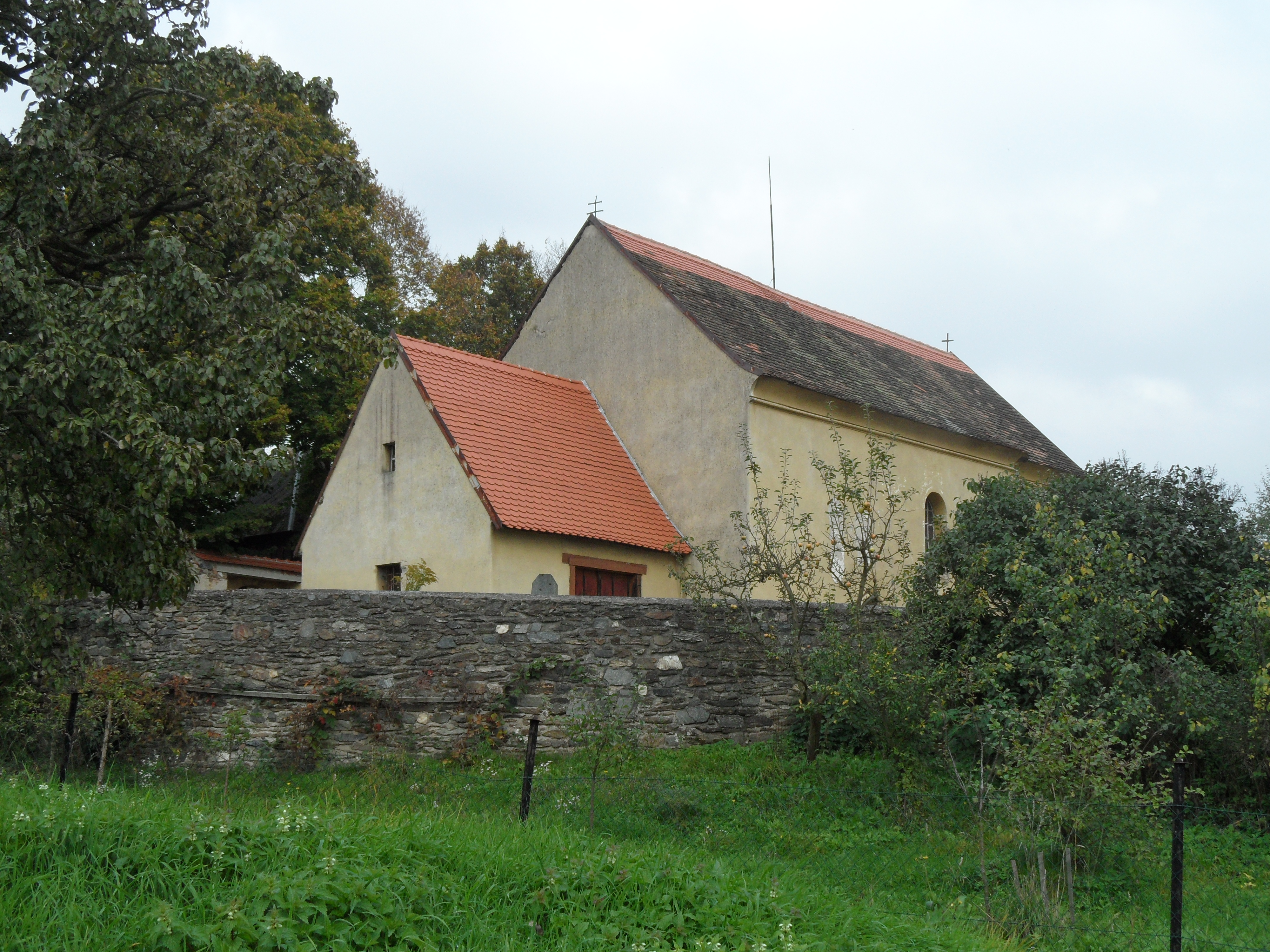
Kostel Všech svatých
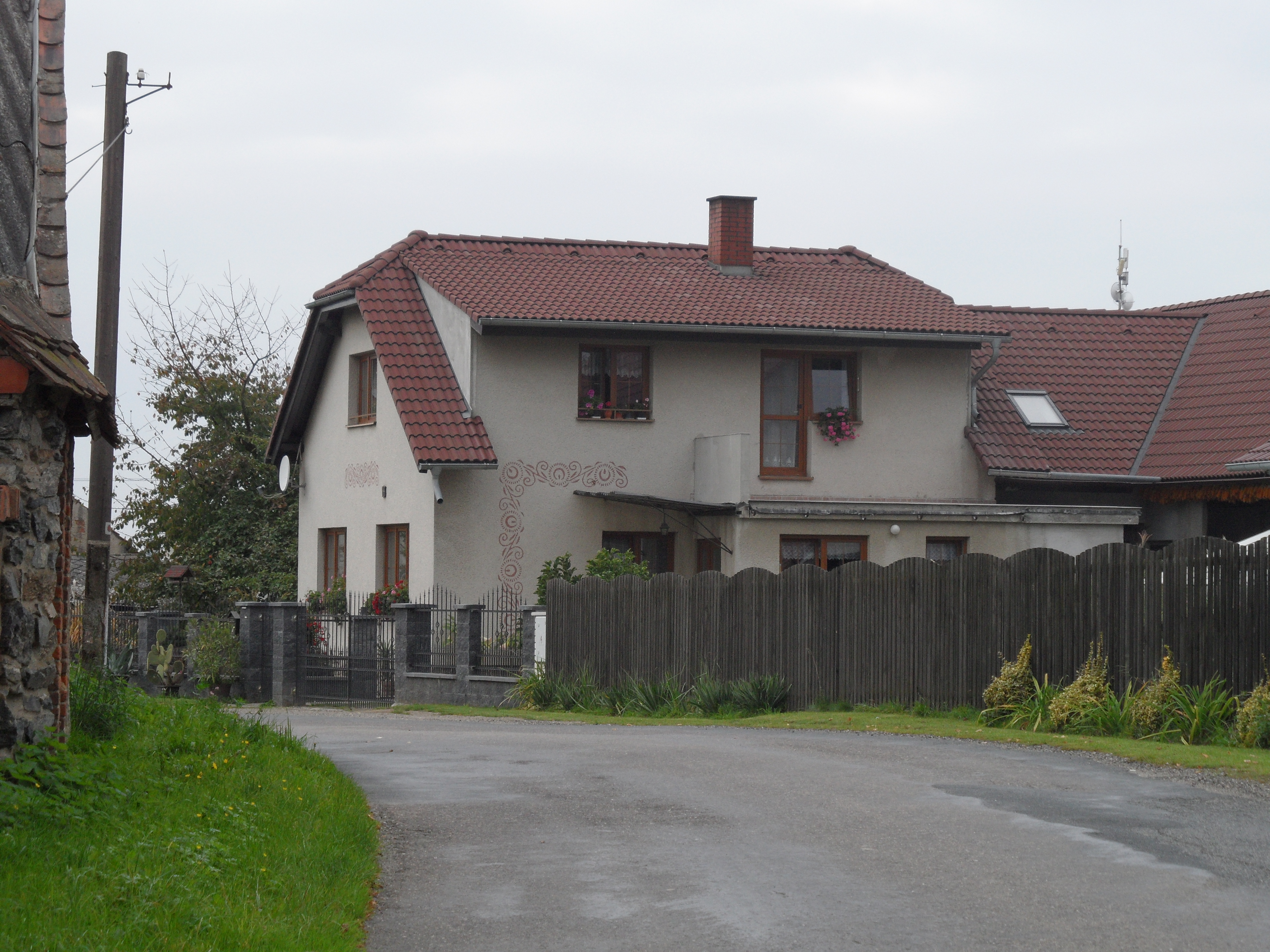
Dům u hlavní silnice
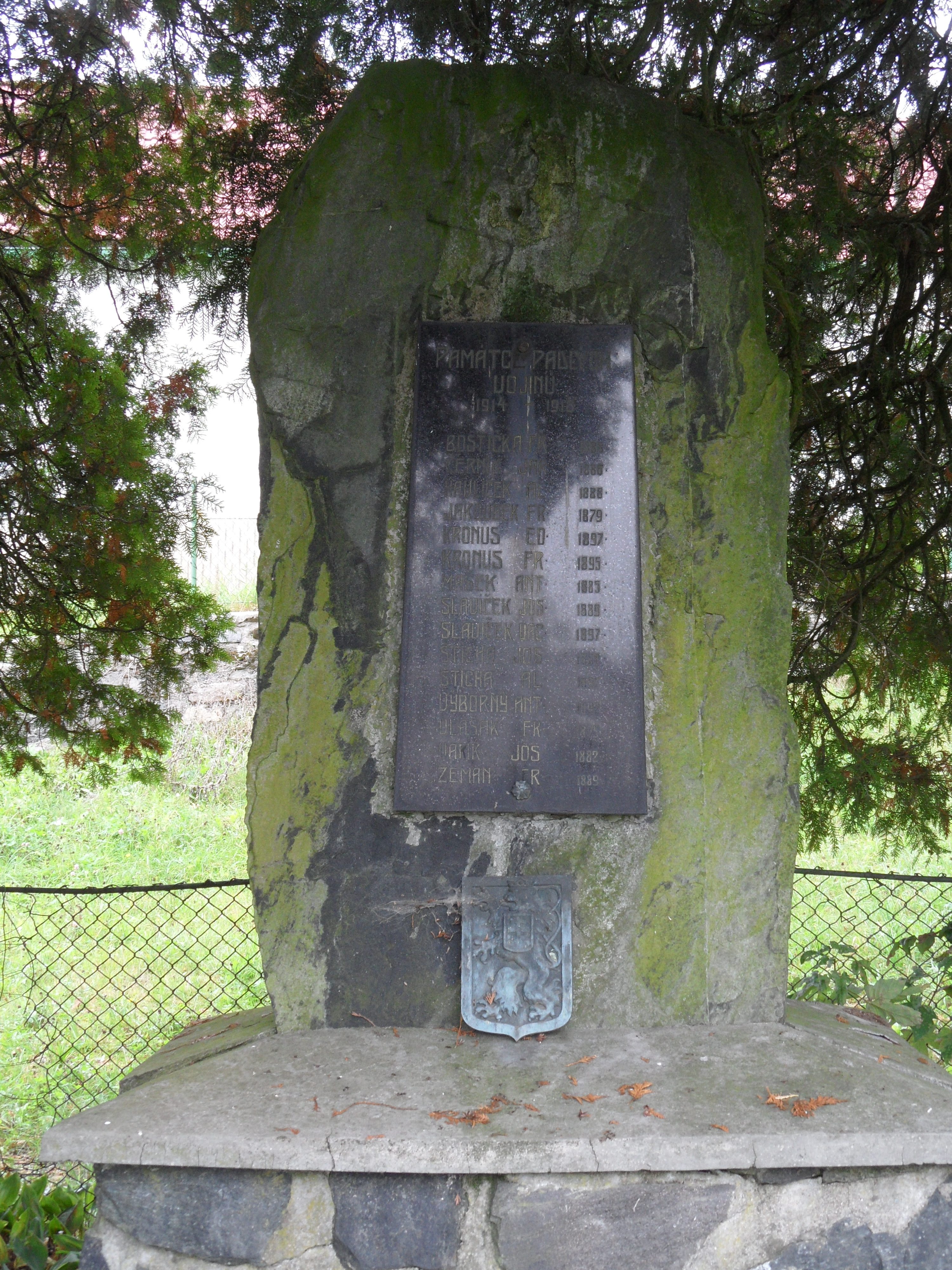
Památník obětem první světové války
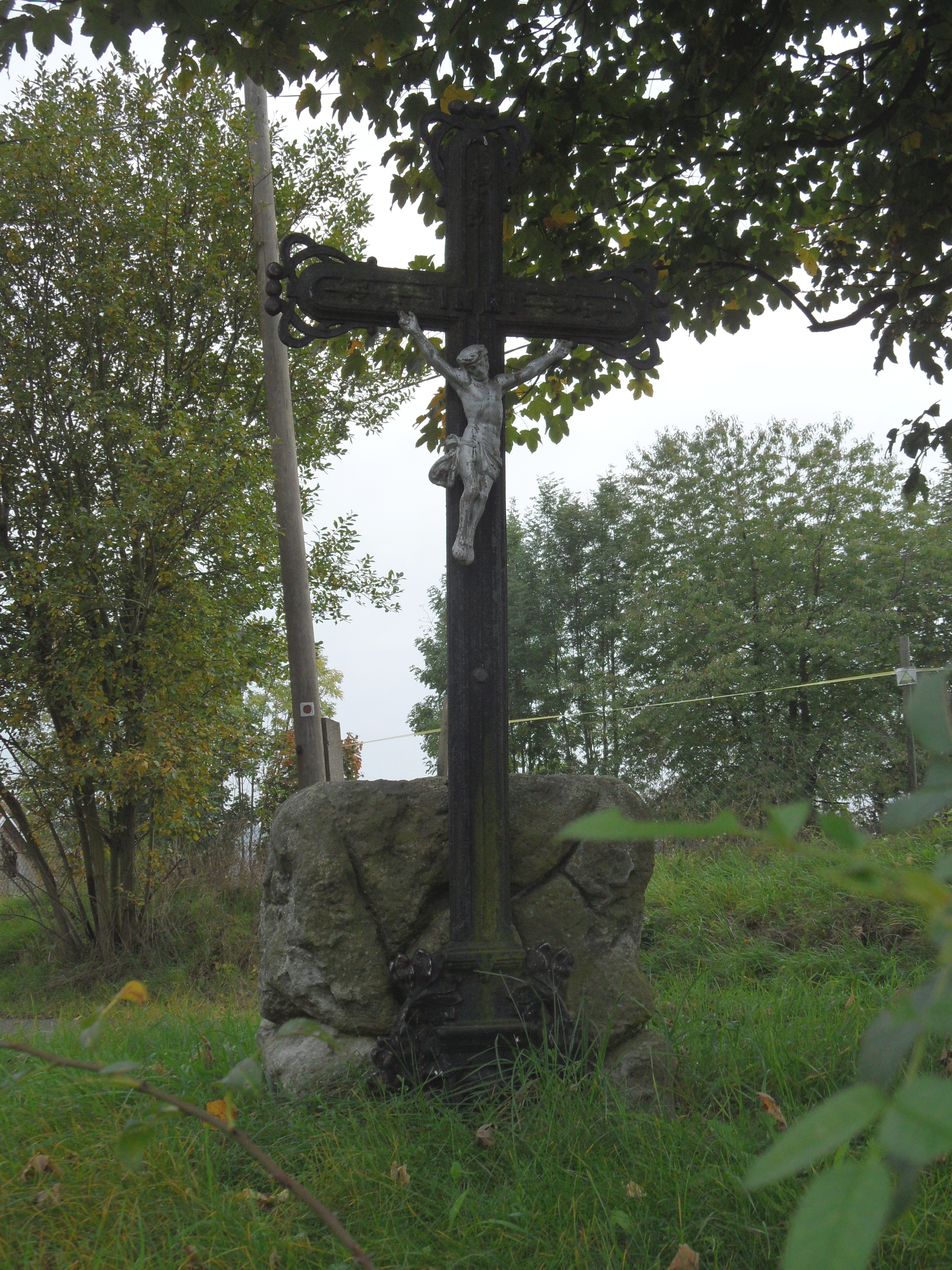
Křížek